# Schlegel-frankolin
A Schlegel-frankolin (Campocolinus schlegelii), korábban (Peliperdix schlegelii) a madarak osztályának tyúkalakúak (Galliformes) rendjébe és a fácánfélék (Phasianidae) családjába tartozó faj.

## Rendszerezés
Egyes rendszerbesorolások a Francolinus nemhez sorolják  Francolinus schlegelii néven.

## Előfordulása
Csád, Kamerun, a Közép-afrikai Köztársaság és Szudán területén honos.

## Alfajai
- Campocolinus schlegelii confusus
- Campocolinus schlegelii schlegelii

## Külső hivatkozás
- Képek az interneten a fajról
- Internet Bird Collection - videók a fajról